# Весёлая ферма
«Весёлая ферма: Беспокойное хозяйство» (англ. Farm Frenzy) — казуальная компьютерная игра в жанре time management, разработанная компанией Melesta и изданная Alawar Entertainment в 2007 году. Игра обрела популярность на мобильных платформах и в социальных сетях; в 2021 году также была портирована на Xbox.

## Игровой процесс

Игровой процесс

В центре игрового экрана находится земельный участок, на котором игрок может выращивать траву, которой питаются домашние животные. Если травы на поле нет, то через некоторое время животные погибают от голода. Для того, чтобы вырастить траву, поле необходимо поливать водой из колодца. Покупая новых домашних животных, игрок получает доступ к новым ресурсам в игре: гуси, питаясь травой, несут яйца, овцы дают шерсть, коровы — молоко, и так далее. Собираемые игроком ресурсы попадают на склад, место на котором ограничено. Продукты, не помещённые на склад вовремя, пропадают с поля. Лишние ресурсы можно продавать «в город», что занимает некоторое время.
Между уровнями игрок получает доступ к игровому магазину, где за заработанные игровые деньги он может разблокировать постройку новых зданий или улучшить уже имеющиеся. Строения в игре позволяют перерабатывать ресурсы со склада в более дорогие: так, порошковый завод перерабатывает яйца в яичный порошок, который, в свою очередь, используется в пекарне для создания кексов. С помощью улучшения строений игрок может ускорить процесс переработки, увеличить место на складе или ускорить перевозку товаров до города. Для завершения уровня игрок должен выполнить данное ему задание, например, «собрать 10 упаковок яичного порошка и заработать 500 монет».
Время от времени на ферму нападают медведи, убивающих домашних животных и топчущих производимые ресурсы. Игрок должен реагировать на нападения и ловить медведей в клетку. Отловленных медведей также можно продать.

## Сюжет
Согласно сюжету, игрок должен помочь провести улучшение фермы. Для модернизации фермы можно использовать различные постройки (например, пекарни, прядильни, маслобойни и другие здания).

## Награды
Игра получила награду «Лучшая casual-игра» по версии КРИ Awards 2008.

## Оценки и мнения
| Иноязычные издания | Иноязычные издания |
| Издание            | Оценка             |
| ------------------ | ------------------ |
| GameSpot           | 6,5/10             |
| PSP Minis          | 7/10               |
| GameZebo           | [ 6 ]              |
| AppSpy             | 3/5                |

Игра получила 7 баллов из 10 на PSP Minis и GameZebo, 6,5 баллов из 10 на GameSpot, 3 балла из 5 на AppSpy.

## Версии и продолжения
| 2007 | Весёлая ферма                                     |
| 2008 | Весёлая ферма 2                                   |
| 2009 | Весёлая ферма. Печём пиццу                        |
| 2009 | Весёлая ферма 3                                   |
| 2009 | Весёлая ферма 3. Американский пирог               |
| 2009 | Весёлая ферма 3. Ледниковый период                |
| 2010 | Весёлая ферма 3. Русская рулетка                  |
| 2010 | Весёлая ферма 3. Мадагаскар                       |
| 2010 | Весёлая ферма. Рыбный день                        |
| 2010 | Весёлая ферма. Простоквашино                      |
| 2011 | Весёлая ферма. Древний Рим                        |
| 2011 | Весёлая ферма. Викинги                            |
| 2012 |                                                   |
| 2013 | Весёлая ферма 4                                   |
| 2014 | Весёлая ферма. Новые приключения                  |
| 2015 | Весёлая ферма. Сезон ураганов                     |
| 2015 | Весёлая ферма. Все на борт!                       |
| 2015 | Весёлая ферма. Остров безумного медведя           |
| 2016 |                                                   |
| 2017 |                                                   |
| 2018 |                                                   |
| 2019 |                                                   |
| 2020 | Весёлая ферма. Возвращение. Коллекционное издание |

### Весёлая ферма 2
«Весёлая ферма 2» (англ. Farm Frenzy 2) — казуальная компьютерная игра в жанре time management, разработанная компанией Melesta и изданная в России компанией Alawar Entertainment в июле 2008 года. В 2010 году вышли версии для iPhone и iPad.

### Весёлая ферма. Печём пиццу
«Весёлая ферма. Печём пиццу» (англ. Farm Frenzy: Pizza Party!) — казуальная компьютерная игра в жанре time management, разработанная компанией Melesta и изданная в России компанией Alawar Entertainment в январе 2009 года, в разгар экономического кризиса.

### Весёлая ферма 3
«Весёлая ферма 3» (англ. Farm Frenzy 3) — казуальная компьютерная игра в жанре time management, разработанная компанией Alawar Melesta и изданная Alawar Entertainment 21 июля 2009 года. Выпущены официальные дополнения:
- «Весёлая ферма 3. Американский пирог» (вышла в ноябре 2009 года)
- «Весёлая ферма 3. Ледниковый период» (вышла в канун 2010 года, названа в честь серии мультфильмов «Ледниковый период»)
- «Весёлая ферма 3. Русская рулетка» (вышла в апреле 2010 года, названа в честь одноимённой телеигры)
- «Весёлая ферма 3. Мадагаскар» (вышла в июле 2010 года, названа в честь одноимённой серии мультфильмов)

### Весёлая ферма 4
«Весёлая ферма 4» (англ. Farm Frenzy 4) — казуальная компьютерная игра в жанре time management, разработанная компанией Alawar Entertainment и изданная Buka Entertainment в июле 2013 года в России, а в зарубежных странах — 29 апреля 2014 года.

### Другие
- «Весёлая ферма. Рыбный день» (вышла в конце 2010 года)
- «Весёлая ферма. Древний Рим» (вышла в начале 2011 года)
- «Весёлая ферма. Викинги» (вышла летом 2011 года)
- «Весёлая ферма. Новые приключения» (вышла в декабре 2014 года)
- «Весёлая ферма. Сезон ураганов» (вышла в 2015 году)
- «Весёлая ферма. Все на борт!» (вышла в 2015 году)
- «Весёлая ферма. Остров безумного медведя» (вышла в 2015 году)
- «Весёлая ферма. Возвращение. Коллекционное издание» (вышла в 2020 году)

### Спин-оффы
- «Весёлая ферма. Простоквашино»
- «Моя усадьба»
- «Космоферма»